# Тимочко Андрій Дмитрович
Андрі́й Дми́трович Ти́мочко (1980 — 25 січня 2024) — солдат Збройних сил України, гранатометник стрілецького відділення стрілецького взводу стрілецької роти військової частини. Учасник російсько-української війни. Загинув, захищаючи Україну.

## Біографія
Андрій Тимочко народився 1980 року. Жив у селі Витвиця Витвицької громади.
Після нападу РФ на Україну пішов до ЗСУ, де служив гранатометником стрілецького відділення стрілецького взводу стрілецької роти військової частини.
25 січня 2024 року загинув у Запорізькій області під час виконання бойового завдання щодо захисту України від РФ.
19 квітня його тіло змолили повернути до України. Похорон піде 20 квітня, о 14:20 у селі Вітвіця.